# Chelsea (film)
Pour les articles homonymes, voir Chelsea.
Pour plus de détails, voir Fiche technique et Distribution.
Chelsea est un film à suspense ghanéen de 2010, réalisé par Moses Inwang, avec pour acteurs principaux Majid Michel, Nadia Buari et John Dumelo,.

## Distribution
- Majid Michel das le rôle de Sylvester
- Brenda Bonsu dans le rôle de Katy
- John Dumelo dans le rôle de Marlon
- Nadia Buari dans le rôle de Chelsea
- Sa-Ada Sadiq dans le rôle du caissier
- Rispa Nyumutsu dans le rôle de serveuse
- Amanorbea Dodoo dans le rôle de la maman de Chelsea
- Roger Quartey dans le rôle du chauffeur
- Jonathan Pali Sherren dans le rôle du père de Chelsea
- Dan Tei-Mensah dans le rôle de Greg
- Artus Frank dans le rôle de Gideon (le frère de Chelsea)

## Accueil
Nollywood Reinvented lui a attribué une note de 2,5 étoiles sur 5. Il a donné une note d'originalité de 0/5 et a  également expliqué que "... Le film Chelsea est apparemment une copie du film Bollywood Mehbooba de 2008 avec Ajay Devgn (dans le personnage de Majid), Manisha Koirala (dans le rôle de Nadia Buari) et Sanjay Dutt (dans le rôle de John Dumelo).".